# Vladimír Weiss (labdarúgó, 1964)
Vladimír Weiss (Pozsony, 1964. szeptember 22. –) szlovák edző és korábbi válogatott labdarúgó.
A csehszlovák válogatott tagjaként részt vett az 1990-es világbajnokságon.
A szlovák válogatott szövetségi kapitánya volt 2008 és 2012 között. Irányítása alatt kijutottak a 2010-es világbajnokságra.

## Sikerei, díjai

### Edzőként
Artmedia Petržalka
- Szlovák bajnok (2): 2004–05, 2007–08
- Szlovák kupagyőztes (2): 2003–04, 2007–08

Slovan Bratislava
- Szlovák bajnok (2): 2020–21, 2021–22

Kajrat Almati
- Kazah kupagyőztes (2): 2014, 2015

## Edzői statisztika
2020. szeptember 8-án lett frissítve.
| Csapat                | Nemzet   | –tól               | –ig                | Mérleg | Mérleg | Mérleg | Mérleg     | Mérleg | Mérleg | Mérleg | Mérleg |
| M                     | GY       | D                  | V                  | RG     | KG     | +/-    | Győzelem % |        |        |        |        |
| --------------------- | -------- | ------------------ | ------------------ | ------ | ------ | ------ | ---------- | ------ | ------ | ------ | ------ |
| Szaturn Moszkovszkaja | orosz    | 2006 február       | 2007 február       | 41     | 12     | 19     | 10         | 43     | 35     | +8     | 29.27  |
| Szlovákia             | Szlovák  | 2008. július 7.    | 2012. január 31.   | 40     | 16     | 8      | 16         | 56     | 53     | +3     | 40     |
| Slovan Bratislava     | Szlovák  | 2011. augusztus 5. | 2012. augusztus 3. | 47     | 18     | 17     | 12         | 55     | 49     | +6     | 38.3   |
| Kajrat                | Kazah    | 2012. november 26. | 2015. november 30. | 122    | 66     | 30     | 26         | 206    | 106    | +100   | 54.1   |
| Grúzia                | Grúz     | 2016. március 29.  | jelenlegi          | 43     | 16     | 13     | 14         | 58     | 47     | +11    | 37.21  |
| összesen              | összesen | összesen           | összesen           | 292    | 126    | 87     | 79         | 415    | 290    | +125   | 43.15  |